# Віра (фільм, 1986)
«Віра» (рос. «Вера») — радянський художній фільм 1986 року, знятий режисером Ігорем Мусатовим на Кіностудії ім. М. Горького.

## Сюжет
Про політичні події у Росії початку століття, під час зародження соціал-демократичної партії, серед перших бійців якої — Віра Протасова, дочка адвоката, який захищав народовольців на суді.

## У ролях
- Марина Русакова — Віра Протасова
- Сергій Мартинов — Микола
- Ігор Кваша — Сергій Сергійович Кулагін, полковник
- Микола Волков — Сергій Васильович Протасов
- Тамара Сьоміна — Анна, наглядачка
- Ян Пузиревський — Митя Протасов
- В'ячеслав Багачов — Микита
- Наталія Казначеєва — Катя
- Ігор Кашинцев — Порфирій Ніфонтович, шинкар
- Володимир Точилін — пристав
- Алла Балтер — епізод
- Вадим Андрєєв — Володимир Юрійович
- Євген Ганелін — епізод
- Борис Гітін — шпик
- Ігор Єфімов — епізод
- Тетяна Сурначова — епізод
- Ольга Леонова — епізод
- Юрій Дедович — епізод
- Д. Татарова — епізод
- Олександр Поляков — епізод
- Олександр Григор'єв — епізод
- Катерина Єгорова — курсистка

## Знімальна група
- Режисер — Ігор Мусатов
- Сценарист — Соломон Розен
- Оператор — Сергій Філіппов
- Композитор — Тенгіз Берікашвілі
- Художник — Валерій Іванов